# Ordre ministerial
Una ordre ministerial és una norma jurídica de rang reglamentari que emana de qualsevol dels ministres del Govern d'Espanya. Jeràrquicament se situen per sota del reial decret del President del Govern d'Espanya, i del reial decret del Consell de Ministres. No només les dicten els ministres en els assumptes propis del seu departament, sinó que també revestiran la forma d'ordre ministerial dels acords de les comissions delegades del Govern.